# Pio Rasponi
Pio Rasponi (27 marzo 1905 – ...) è stato un hockeista su pista italiano.

## Palmarès
- Campionato italiano: 1

Milan: 1935